# Hydraena testacea
Hydraena testacea is een kever behorend tot de familie der waterkruipers.

## Kenmerken
Hier dier heeft een lengte van 1,8 tot 2 mm. Dekschilden hebben rijen punten en grote gaten bovenaan. De gaten zijn tweemaal zo groot als de punten in de rijen. Aan de onderzijde van het lichaam, tussen de heupen van de midden- en achterpoten, bevindt zich een Y-vormige kiel.

## Ecologie
In laaglanden leeft hij in overwoekerde stilstaande wateren, terwijl hij in uitlopers en bergen ook in beken voorkomt.

## Verspreiding
Het is een palearctische soort. In Europa is komt hij voor op de Balearen, in België, Tsjechië, Denemarken, Frankrijk, Spanje, Nederland, Corsica, Luxemburg, Duitsland, Portugal, Sardinië, Zweden, Zwitserland, het Verenigd Koninkrijk, Italië en op de Kanaaleilanden. Het voorkomen in Ierland is onzeker. Bovendien komt hij voor in Noord-Afrika.